# Palau világörökségi helyszínei
Palau területéről eddig egy helyszín került fel a világörökségi listára, négy helyszín a javaslati listán várakozik a felvételre.
| | Chelbacheb-szigetek |
| 2012 |                     |
| Vegyes (III)(V)(VII)(IX)(X) |                     |
| Védett terület: 100 200 ha, puffer zóna: 164 000 ha, hivatkozás: 1386 |                     |
| A helyszín egy százezer hektáron elterülő 445 lakatlan, erdővel borított vulkanikus eredetű mészkőszigetből áll. Nagy részük gomba alakú és korallszirtek veszik körül. A szigetek a korallszirtekkel számos fajnak nyújtanak élőhelyet, növényeknek, korallfajoknak és tengeri állatoknak köztük a tengeri tehénnek és legalább tizenhárom cápafajnak. A szigetek között a tengertől földnyelvekkel elválasztott belső tavak alakultak ki, bennük endemikus fajokkal, amelyek közül folyamatosan újabbakat fedeznek fel. A szigetek körülbelül ötezer éven keresztül lakottak voltak, a legkorábbi nem állandó lakosok nyomait i. e. 3100 körülire datálják, a legkorábbi állandó településeket i. e. 950 körül alapíthatták. A terület feltételezhetően a klimatikus viszonyok változása és a túlnépesedés miatt néptelenedett el a 17. vagy a 18. században. A lakosok életéről a kőből épített falvak maradványai, védőfalak, teraszok, temetkezési helyek és sziklarajzok tanúskodnak. Bár a terület jelenleg teljesen lakatlan a palauiak egy tradicionálisan szabályozott keretek között továbbra is kulturális, valamint rekreációs célra használják, és ezt nemzeti identitásuk részének tekintik. |                     |

## Javasolt helyszínek
| Név                                         | Kép | Típus      | Kritérium  | Év   | Hiv. |
| ------------------------------------------- | --- | ---------- | ---------- | ---- | ---- |
| Imeong Természetvédelmi Terület             |     | vegyes     | -          | 2004 |      |
| Ngebedech-teraszok (Ouballang ra Ngebedech) |     | kulturális | II, III, V | 2004 |      |
| Tet el Bad (kőkoporsó)                      |     | kulturális | I          | 2004 |      |
| Yap kőfejtők                                |     | kulturális | I, II, III | 2004 |      |